# Ballbreaker
Ballbreaker (umgangsspr. engl. für etwa „Mannweib“) ist das 13. Studioalbum der australischen Hard-Rock-Band AC/DC, das im September 1995 erschien.

## Entstehung und Veröffentlichung
Die Erstveröffentlichung von Ballbreaker erfolgte am 22. September 1995 bei East West Records. Das Album erschien in seiner Originalausführung als CD (Katalognummer: 7559-61780-2) und LP (Katalognummer: 7559-61780-1) mit elf Titeln. Im gleichen Jahr erschien das „1996 Australian Tour Souvenir“, das um eine VHS mit drei Musikvideos erweitert wurde (Katalognummer: 4770992).
Geschrieben wurden alle Lieder gemeinsam von den AC/DC-Mitgliedern Angus und Malcolm Young. Für die Produktion aller Lieder zeichnete alleine Rick Rubin verantwortlich. Beim Album mitgewirkt hat unter anderem der frühere Schlagzeuger Phil Rudd, der 1983 die Band wegen Alkoholproblemen verlassen hatte. Auf Veranlassung von Rubin benutzte der Bassist Cliff Williams Flatwound-Saiten.

## Inhalt
Die Texte zu Ballbreaker enthalten sexuelle Anzüglichkeiten und Doppeldeutigkeiten (etwa „she looks so fine I'll make her wet, I'll make her mine“ aus dem Lied Cover You in Oil).

## Titelliste
1. Hard as a Rock – 4.27
2. Cover You in Oil – 4:33
3. The Furor – 4:10
4. Boogie Man – 4:07
5. The Honey Roll – 5:35
6. Burnin’ Alive – 5:06
7. Hail Caesar – 5:14
8. Love Bomb – 3:14
9. Caught With Your Pants Down – 4:15
10. Whiskey on the Rocks – 4:35
11. Ballbreaker – 4:31

## Ballbreaker World Tour

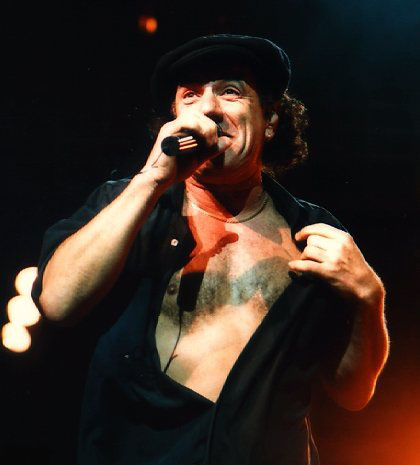
Brian Johnson während der Ballbreaker World Tour (1996)

Die Ballbreaker World Tour war die erste Tournee der Band seit fünf Jahren und wurde ähnlich groß wie die vorhergehende Tour angelegt. Das erste Konzert fand in Nordamerika am 12. Januar 1996 in Greensboro, North Carolina, USA, im Greensboro Coliseum statt. Dort tourte die Band bis einschließlich 4. April 1996, bis sie die Tournee nach Europa führte, wo AC/DC zwischen 20. April 1996 und 13. Juli 1996 zahlreiche Konzerte spielten. Dieser Tourabschnitt beinhaltete auch 12 Deutschlandauftritte. Anschließend wurde die Tournee in Nord- und Südamerika sowie auch in Australien und Neuseeland fortgesetzt.
Während der Tournee entstand auch der Konzertfilm No Bull, der am 10. Juli 1996 in der spanischen Hauptstadt Madrid aufgezeichnet wurde.
Setlist
1. Back in Black
2. Shot Down in Flames
3. Thunderstruck
4. Girls Got Rhythm
5. Hard as a Rock
6. Shoot to Thrill
7. Boogie Man
8. Hail Caesar
9. Hells Bells
10. Dog Eat Dog
11. The Jack
12. Ballbreaker
13. Rock and Roll Ain’t Noise Pollution
14. Dirty Deeds Done Dirt Cheap
15. You Shook Me All Night Long
16. Whole Lotta Rosie
17. T.N.T.
18. Let There Be Rock

Zugaben:
1. Highway to Hell
2. For Those About to Rock (We Salute You)[6]

## Singleauskopplungen
| Jahr | Titel            | Höchstplatzierung, Gesamtwochen, AuszeichnungChartplatzierungen (Jahr, Titel, , Platzierungen, Wochen, Auszeichnungen, Anmerkungen) | Höchstplatzierung, Gesamtwochen, AuszeichnungChartplatzierungen (Jahr, Titel, , Platzierungen, Wochen, Auszeichnungen, Anmerkungen) | Höchstplatzierung, Gesamtwochen, AuszeichnungChartplatzierungen (Jahr, Titel, , Platzierungen, Wochen, Auszeichnungen, Anmerkungen) | Höchstplatzierung, Gesamtwochen, AuszeichnungChartplatzierungen (Jahr, Titel, , Platzierungen, Wochen, Auszeichnungen, Anmerkungen) | Anmerkungen                              |
| Jahr | Titel            | DE | CH | UK | AU | Anmerkungen                              |
| ---- | ---------------- | --- | --- | --- | --- | ---------------------------------------- |
| 1995 | Hard as a Rock   | DE25 (9 Wo.)DE | CH28 (8 Wo.)CH | UK33 (2 Wo.)UK | AU14 (4 Wo.)AU | Erstveröffentlichung: 17. September 1995 |
| 1996 | Hail Caesar      | — | — | UK56 (2 Wo.)UK | — | Erstveröffentlichung: 18. Februar 1996   |
| 1996 | Cover You in Oil | — | — | UK85 (1 Wo.)UK | — | Erstveröffentlichung: März 1996          |
| 1996 | Ballbreaker      | — | — | — | AU49 (2 Wo.)AU | Erstveröffentlichung: 1996               |

## Rezeption
Eher negativ äußerte sich die einschlägige Presse über das erste Studioalbum seit fünf Jahren, so bezeichnete Götz Kühnemund von Rock Hard das Album als enttäuschend, nicht mit den Klassikern vergleichbar und kritisierte vor allem die stimmliche Leistung von Sänger Brian Johnson, dem man sein Alter wohl anmerke. Jancee Dunn vom Rolling Stone stellte vor allem heraus, dass das Album eher überraschungsarm, textlich in Bezug auf sexuelle Anspielungen zudem fast schon eindeutig doppeldeutig sei. Die HiFi-Zeitschrift Audio urteilte: „So unverrückbar wie der australische Fels Ayers Rock stehen auch AC/DC als Monument in der Hardrock-Landschaft. Die Band aus „Down Under“ kultiviert seit Jahren derben Hard- und Heavy-Sound mit klirrenden Gitarren, knalligen Drums und kreischendem Gesang. Auch auf Ballbreaker bleiben sich Angus Young und seine Kumpel treu. Das musikalische Schwermetall-Menü birgt zwar keine Überraschungen, mundet aber dank solider Heavy-Hausmannskost bei rustikalen Tanzfeten allemal. Auf Hits wie Highway to Hell wartet man allerdings vergeblich.“ Weiterhin äußerte man sich in der Stereoplay wie folgt: „Knapp 20 Jahre nach High Voltage stehen AC/DC immer noch gewaltig unter Strom. Frisch motiviert und angespornt vom Kultproduzenten Rick Rubin, geriet ihnen Ballbreaker, das erste Studioalbum seit fünf Jahren, zu einem kraftvollen Statement. Die Musik ist rauh und ungeschliffen, ganz im Rocksound der Siebziger gehalten – und so energiegeladen wie damals. Hard as a Rock gehen die australischen Metall-Vorarbeiter dabei zu Werke. Angus Young spielt auf The Furor furiose Gitarrenläufe, und Brian Johnson strapaziert seine Stimmbänder im bluesigen Boogie Man oder der Stadion-Hymne Hail Caesar bis an die Grenzen. Da hilft zur Kühlung dann nur noch Whiskey on the Rocks – ein weiteres Highlight auf Ballbreaker.“

## Kommerzieller Erfolg

### Chartplatzierungen
Ballbreaker avancierte zum Nummer-eins-Erfolg in Australien, Finnland, Schweden und der Schweiz.
| ChartsChartplatzierungen       | Höchstplatzierung | Wochen |
| ------------------------------ | ----------------- | ------ |
| Deutschland (GfK)              | 4 (27 Wo.)        | 27     |
| Österreich (Ö3)                | 2 (16 Wo.)        | 16     |
| Schweiz (IFPI)                 | 1 (16 Wo.)        | 16     |
| Vereinigte Staaten (Billboard) | 4 (30 Wo.)        | 30     |
| Vereinigtes Königreich (OCC)   | 6 (9 Wo.)         | 9      |

| ChartsJahrescharts (1995) | Platzierung |
| ------------------------- | ----------- |
| Deutschland (GfK)         | 42          |
| Österreich (Ö3)           | 39          |
| Schweiz (IFPI)            | 37          |

### Auszeichnungen für Musikverkäufe
| Land/Region                  | Auszeichnungen für Musikverkäufe (Land/Region, Auszeichnung, Verkäufe) | Verkäufe  |
| ---------------------------- | ---------------------------------------------------------------------- | --------- |
| Argentinien (CAPIF)          | Gold                                                                   | 30.000    |
| Australien (ARIA)            | 3× Platin                                                              | 210.000   |
| Deutschland (BVMI)           | Gold                                                                   | (250.000) |
| Europa (IFPI)                | Platin                                                                 | 1.000.000 |
| Finnland (IFPI)              | Gold                                                                   | (38.732)  |
| Frankreich (SNEP)            | Platin                                                                 | (300.000) |
| Kanada (MC)                  | Gold                                                                   | 50.000    |
| Neuseeland (RMNZ)            | Platin                                                                 | 15.000    |
| Österreich (IFPI)            | Gold                                                                   | (25.000)  |
| Schweden (IFPI)              | Gold                                                                   | (50.000)  |
| Schweiz (IFPI)               | Gold                                                                   | (25.000)  |
| Spanien (Promusicae)         | Platin                                                                 | (100.000) |
| Vereinigte Staaten (RIAA)    | 2× Platin                                                              | 2.000.000 |
| Vereinigtes Königreich (BPI) | Gold                                                                   | (100.000) |
| Insgesamt                    | 8× Gold · 9× Platin ·                                                  | 2.305.000 |

Hauptartikel: AC/DC/Auszeichnungen für Musikverkäufe